# 原核翻译
原核轉譯（Prokaryotic translation）是指原核生物细胞中mRNA被70S核糖体轉譯为蛋白质的过程。该过程可分为起始、延伸、终止与再循环四个主要步骤。

## 起始

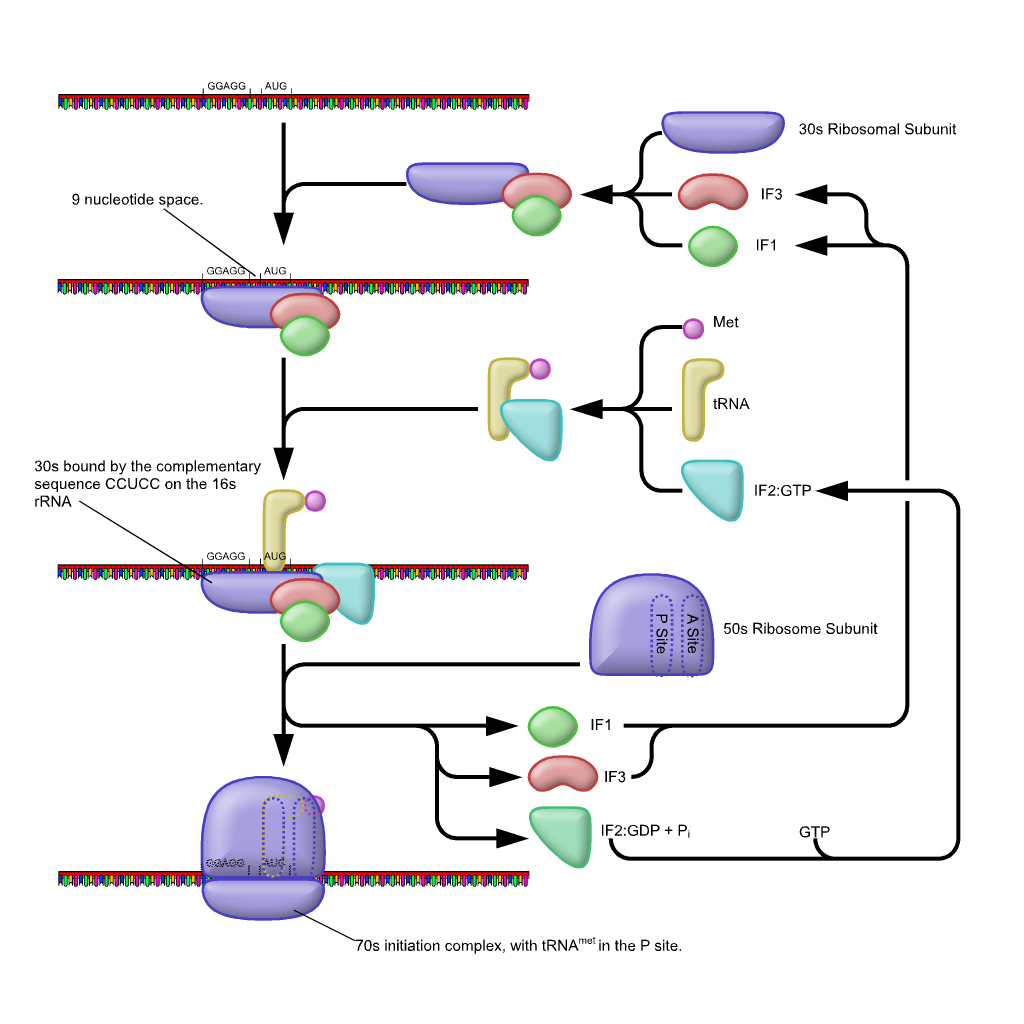
原核生物的轉譯起始过程。

原核生物的轉譯起始阶段涉及到以下几种轉譯系统元件的组合：两个核糖体亚基（50S与30S亚基）、需要被轉譯的信使RNA、第一个氨基酸（甲酰）氨酰tRNA（携带第一个氨基酸的tRNA）、GTP（作为能量的来源）与三种起始因子（IF1、IF2和IF3）用于帮助组装起始复合体 。
核糖体有三个部位：A位、P位和E位。“A位”是氨酰tRNA的进入位点（除了第一个氨酰tRNA，即fMet-tRNAfMet，会进入P位外）。“P位”是肽酰-tRNA在核糖体中形成的位置。tRNA在将氨基酸递给生长中的肽链后，“E位”便是它的退出位点。

## 抗生素的作用
许多抗生素通过攻击细菌的轉譯过程而发挥它们的疗效。它们利用原核与真核轉譯机制的不同点以选择性阻止细菌蛋白质合成而不影响宿主。